# Église Saint-Nicolas de Hambourg
L'église Saint-Nicolas (allemand : St.-Nikolai-Kirche), de style néogothique, était l'une des cinq Hauptkirchen (églises principales) luthériennes de la ville de Hambourg. Elle est en ruine n’ayant pas été reconstruite après la Seconde Guerre mondiale, pour être aujourd’hui un mémorial au centre de la ville dédié aux dizaines de milliers de personnes déportées et assassinées par les Nazis et aux dizaines de milliers d'habitants décédés lors des bombardements alliés de 1943. 
Elle est un point de repère architectural dans la ville. Quand les Hambourgeois parlent de l'église Saint-Nicolas, ils font généralement référence à cette église, et non à la nouvelle église Saint-Nicolas située dans le district de Harvestehude.
Cette église fut, avec ses 147 mètres de hauteur, le plus haut bâtiment du monde de 1874 à 1876 date à laquelle la cathédrale de Rouen (151 m) la dépassa, et il est toujours en 2009 le second plus haut bâtiment de Hambourg.

## Général
L'état actuel de l'église Saint-Nicolas est le résultat des raids aériens de la Seconde Guerre mondiale, durant l'opération Gomorrhe, de sa démolition partielle en 1951 et des travaux de restauration des années 1990. 
La fondation Rettet die Nikolaikirche e.V. (littéralement Sauvez l'église Saint-Nicolas) est à l'origine de la restauration du clocher de la cathédrale. Elle est assistée dans ses travaux par la ville de Hambourg, la congrégation de l'Église Saint-Nicolas, ainsi que par de nombreux mécènes et donateurs. La fondation est chargée de l'entretien de la structure existante, de sa restauration, ainsi que de l'organisation d'évènements et de spectacles autour de l'église. Elle gère également le centre d'information qui se situe dans la crypte de la cathédrale.

## Histoire

### Les premiers bâtiments
Avec la fondation du port sur l'Alster au XIIe siècle, les Hambourgeois érigèrent une chapelle dédiée à Saint Nicolas, le saint patron des marins. Ce bâtiment de bois était la seconde église de Hambourg, après la cathédrale.
La construction d'un nouveau bâtiment, en briques, cette fois, fut entamée en 1335, quelques années avant l'épidémie de peste noire. Le bâtiment devait être une église-halle à trois nefs dans le plus pur style gothique en brique germanique. Le bâtiment exista jusqu'au milieu du XIXe siècle, malgré les modifications, les extensions, et même un certain nombre de démolitions partielles. La tour, construite en 1517, fut détruite lors d'un incendie en 1589. La tour construite pour la remplacer s'effondra en 1644. La dernière tour de l'ancienne église Saint-Nicolas fut dessinée par Peter Marquardt. La tour de Marquardt culminait à 122 mètres, et avec son dôme caractéristique elle était l'un des joyaux du ciel de Hambourg.
Comme centre de l'une des quatre paroisses de Hambourg, l'église de Saint-Nicolas a été fortement impliquée dans les débats théologiques que connût la ville, particulièrement pendant la Réforme. Après la démission de Henning Kissenbrügge en 1524, les résidents choisirent comme pasteur Johannes Bugenhagen, Réformateur et confident de Martin Luther. Le conseil municipal, conservateur, tenta d'empêcher sa nomination en faisant rester Kissenbrügge. Cependant, le conseil ne pouvait arrêter la vague générale de pasteurs Luthériens élus à Hambourg. À Saint-Nicolas, Johann Zegenhagen fut finalement nommé après le départ définitif de Kissenbrügge. La Réforme s'acheva paisiblement à Hambourg, et en 1528 c'est Bugenhagen qui devint le pasteur de Saint-Nicolas. On le connaît pour avoir mis en place des règles au sein de l'église à Hambourg, qui ont réglé le problème des finances et d'autres affaires d'église, comme le programme des études scolaires. Ces règles restèrent en place pendant 200 ans.
L'ancienne église Saint-Nicolas fut le premier grand bâtiment public à être détruit dans le grand incendie qui ravagea Hambourg entre le 5 et le 8 mai 1842. Les chroniqueurs décrivent la destruction de Saint-Nicolas comme un grand moment d'émotion pour les Hambourgeois. Premier grand bâtiment à être partiellement ravagé par les flammes, il fut une indication sur la violence qu'allait connaître cet incendie. Le 5 mai 1842, l'office de midi, tenu par le pasteur Wendt pour le pasteur Carl Moenckeberg, dut être écourté, et s'acheva sur une prière pour la sauvegarde de l'église. L'église ne fut pas totalement détruite cependant, ainsi la plupart des œuvres d'art qui s'y trouvaient ont résisté au feu.
La flèche fut la proie des flammes vers quatre heures de l'après-midi. Malgré tous les efforts des Hambourgeois, il ne fut pas possible de contenir l'incendie. Le matériel de l'époque ne permettait pas de faire parvenir l'eau en quantité suffisantes dans les hauteurs de la tour. Celle-ci s'effondra sur l'église, détruisant une partie de la nef.

### Le bâtiment néo-gothique

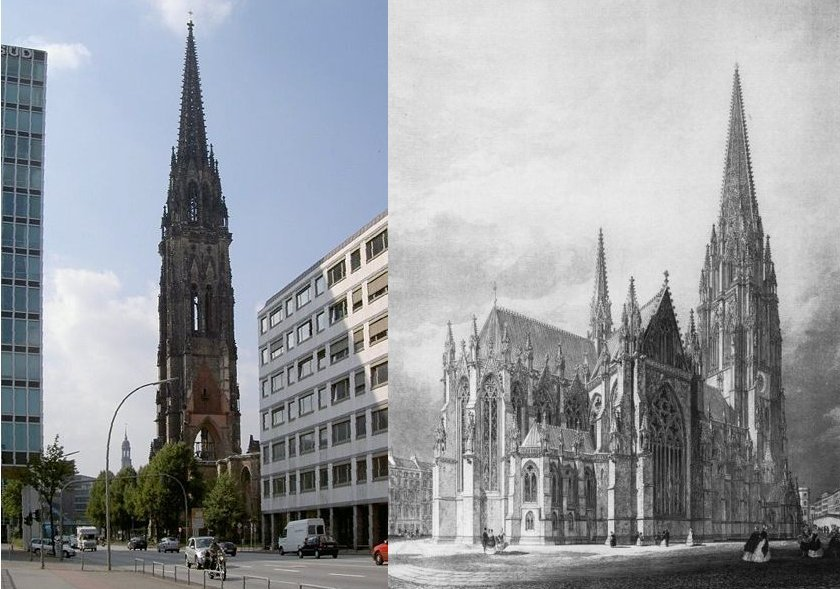
À gauche : la flèche, qui existe encore aujourd'hui.
À droite: l'église néo-gothique.

Peu de temps après l'incendie, l'église fut partiellement reconstruite. En 1843 commença une collecte, la "Schilling-Sammlung", et un concours d'architecture fut lancé en 1844. Ce concours fut remporté par l'architecte Gottfried Semper, natif de la commune voisine d'Altona, avec le dessin d'un bâtiment de type roman surmonté par un dôme. Cependant, ses plans furent abandonnés, car ne correspondant pas au paysage architectural de Hambourg. De plus, l'ancienne cathédrale médiévale de Hambourg avait été détruite en 1805, et la construction de la cathédrale de Cologne reprise en 1842 avait lancé en Prusse un regain d'intérêt pour l'architecture gothique.
L'architecte anglais George Gilbert Scott, expert de la restauration des églises médiévales et fervent adepte du style gothique, fut chargé de dessiner un nouveau bâtiment. Il proposa un bâtiment pourvu d'une nef de 86 mètres de long, couverte d'une voûte de 28 mètres de haut. Son architecture fut fortement influencée par les styles gothiques français et anglais, bien que la flèche en pointe soit typiquement germanique. Le nombre de statues de grès et la flèche étaient assez inhabituels. La reconstruction commença en 1846, et l'église fut consacrée le 27 septembre 1863. La flèche, haute de 147,30 mètres, fut achevée en 1874.
De l'achèvement de la flèche à l'achèvement de la cathédrale de Rouen en 1876, l'église Saint-Nicolas fut le plus haut bâtiment du monde. Juste derrière la tour de la télévision, la flèche de Saint-Nicolas est toujours le deuxième plus haut bâtiment de Hambourg.

### Seconde Guerre Mondiale
La flèche caractéristique - et bien visible - de l'église Saint-Nicolas servit de point de repère pour les pilotes des forces alliées lors des raids aériens contre Hambourg. Le 28 juillet 1943, l'église fut sévèrement endommagée par les bombes alliées. Le toit s'écroula, et l'intérieur de la nef subit de lourds dégâts. Les murs montrèrent des fissures, mais, tout comme la flèche, ils ne s'écroulèrent pas.

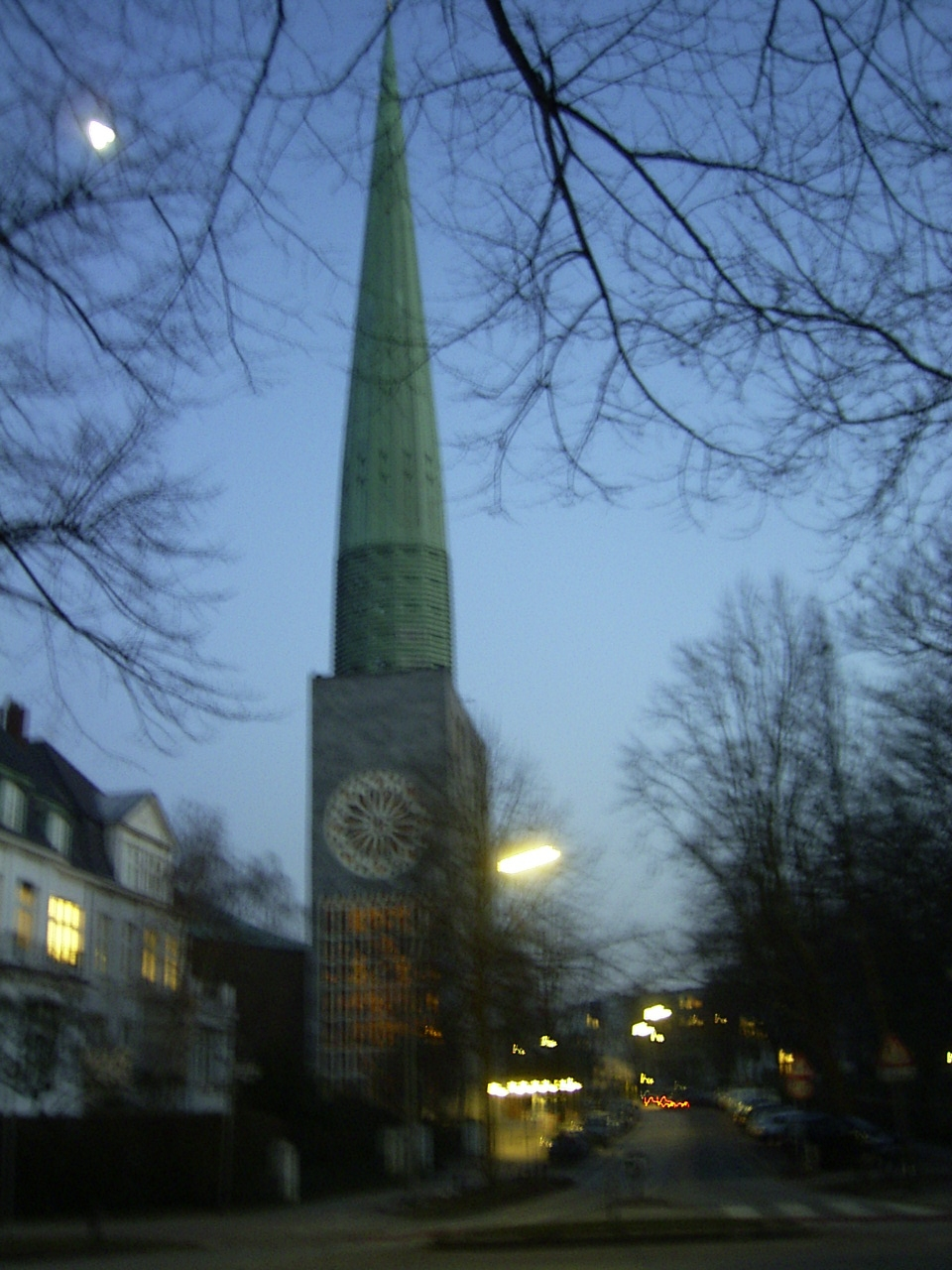
La nouvelle église Saint-Nicolas dans le Harvestehude

### Après la guerre
La structure de l'église gothique était en grande partie restée intacte, et la reconstruction était une option réaliste. Il fut pourtant décidé de détruire le corps de l'église tout en conservant la flèche. Comme le quartier où se situait l'église n'était plus un quartier résidentiel, une nouvelle église Saint-Nicolas fut construite dans le district de Harvestehude. En 1951 la nef fut finalement rasée, et les gravats furent partiellement utilisés pour renforcer les quais de l'Elbe.
La perte d'un tel monument de style néogothique fut beaucoup regrettée, mais après la guerre la priorité allait avant tout à la reconstruction. Au contraire de l'église Saint-Michel, l'église Saint-Nicolas ne fut pas considérée comme un monument important de Hambourg.
La flèche et des restes de murs furent conservés comme mémorial contre la guerre, mais furent laissés sans entretien durant plusieurs décennies, ce qui provoqua leur dégradation. En 1987, les choses changèrent avec l'arrivée de la fondation Rettet die Nikolaikirche e.V., qui commença à restaurer l'édifice et créa une "place des rencontres" (une salle pour les expositions) dans la crypte. La fondation parvint à sauver plusieurs pièces des gravats de 1951, et fut ainsi autorisée à réclamer des éléments de la nef qui servaient sur les quais de l'Elbe en novembre 2000. Une reconstruction de l'église, comme ce fut le cas de la Frauenkirche de Dresde, n'est toutefois pas à l'ordre du jour. Un carillon de 51 cloches a toutefois été installé dans le mémorial en 1993.
Depuis le 1er septembre 2005, un ascenseur permet aux visiteurs d'accéder à une plateforme située dans la flèche à 75 mètres du sol. On y trouve des panneaux racontant l'histoire de l'église et une vue panoramique sur Hambourg, notamment sur le Speicherstadt (Cité des entrepôts) tout proche.

### Sources
- (en) Cet article est partiellement ou en totalité issu de l’article de Wikipédia en anglais intitulé « St. Nikolai, Hamburg » (voir la liste des auteurs).